# Alcalar

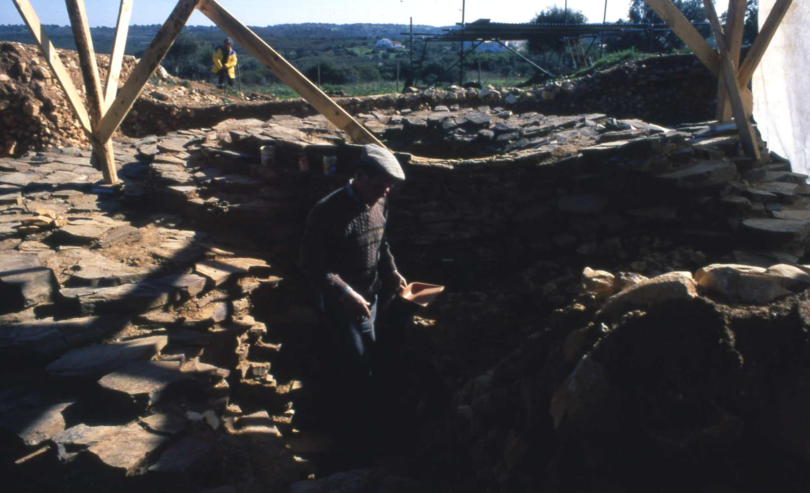
Alcalar 7 während der Ausgrabung

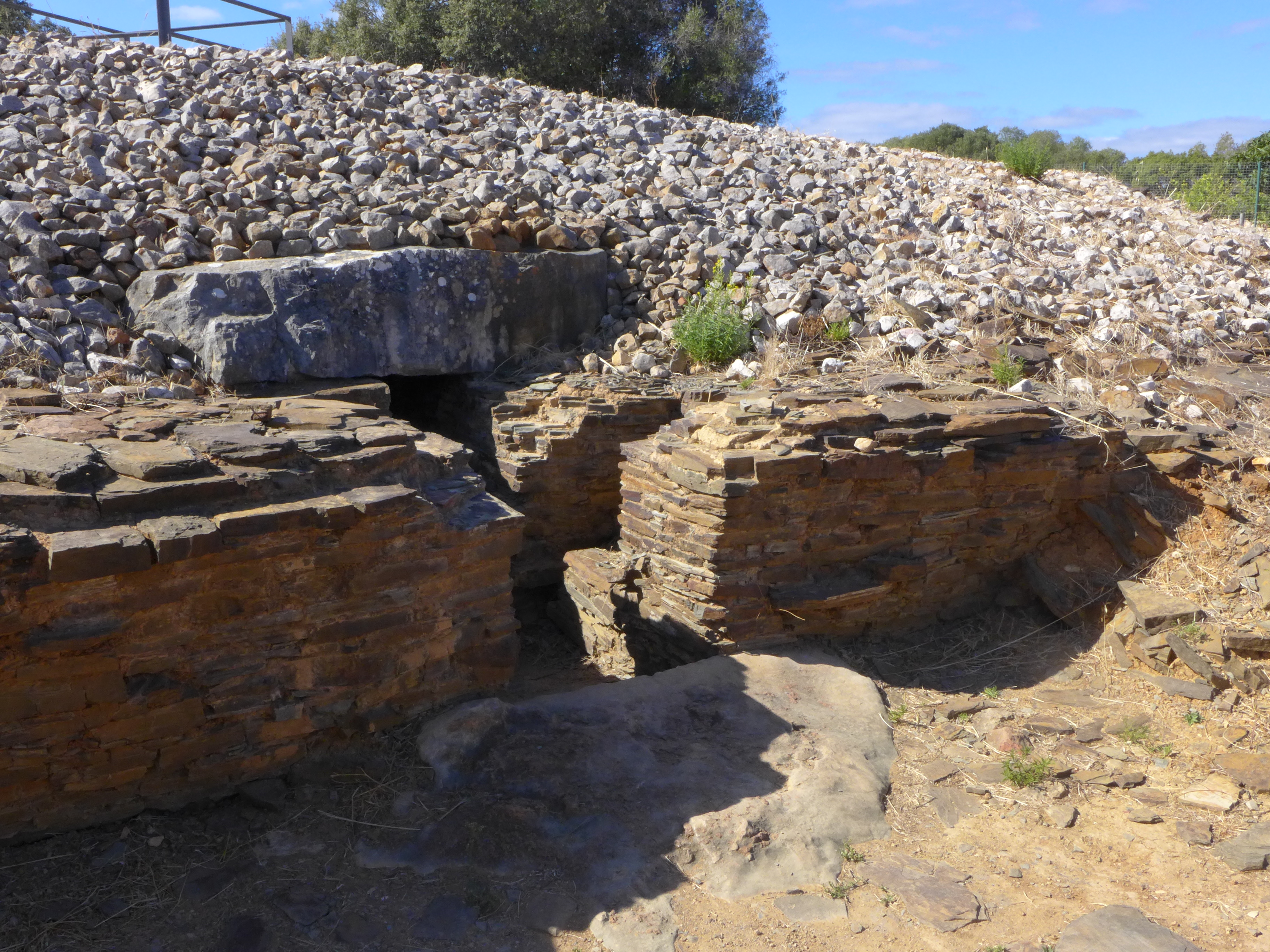
Alcalar 7 rekonstruiert

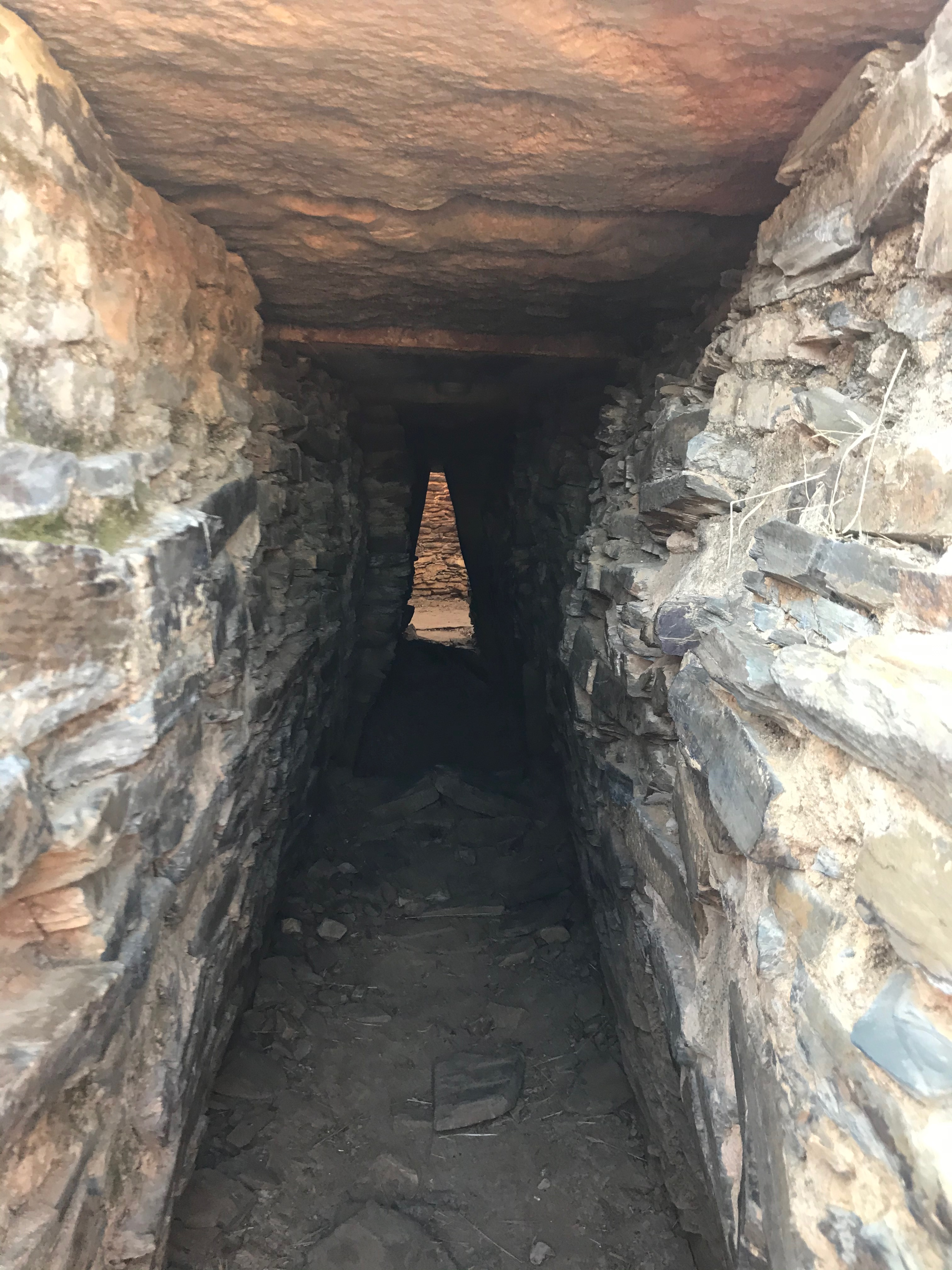
Zugang Alcalar

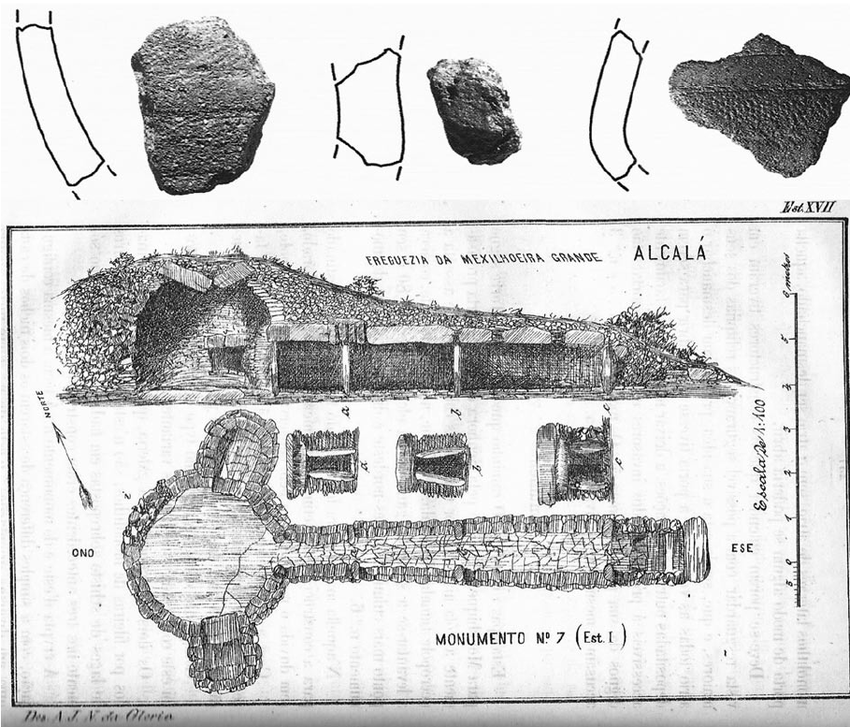
Zeichnung des Tholosgrabes

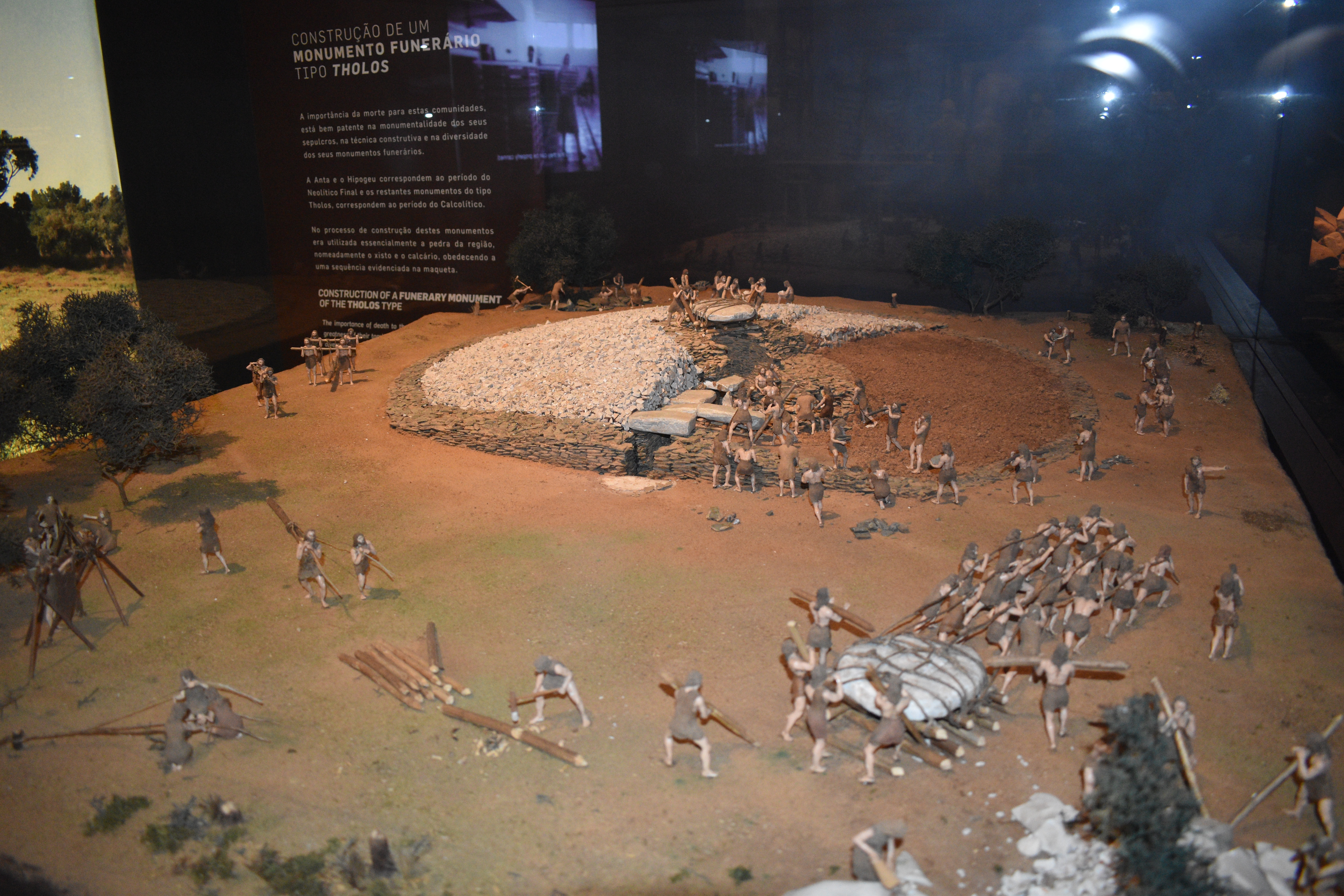
Rekonstruktion von Alcalar - Museu de Portimão

Alcalar, im Süden Portugals (Distrikt: Faro, Concelho Portimão, Freguesia: Mexilhoeira Grande), ist die größte kupferzeitliche Siedlungskammer der Algarve. Alcalar liegt an der Nationalstraße (Estrada Nacional) EN 532.
Im 19. Jahrhundert wurde der Ort Alcalá genannt, so auch bei Georg und Vera Leisner. 
Im Zentrum liegt auf einer Anhöhe die von mehreren Gräben umgebene Siedlung. Dazu gehört eine Nekropole aus 14–16 bisher bekannten Grabhügeln, zum Teil handelt es sich um Megalithanlagen im engeren Sinne, zum Teil um Kuppelgräber. Diese große Siedlung, die als Zentralort eines Territoriums aufgefasst werden kann, das zwischen dem Gebirge Serra de Monchique im Norden und dem Meer im Süden sowie den Tälern der Flüsse Arão, Farelo und Torre lag, wurde von kleineren Siedlungen umgeben. Bisher sind fünf bekannt, im Norden bei Monte Canelas, im Südwesten bei Poio, im Südosten bei Freiras, und im Osten Amoreira und Mosqueiro. Südlich von Amoreira befindet sich ein weiteres Gräberfeld bei Monte Velho und östlich von Poio sind zwei weitere Grabhügel bekannt.

## Forschungsgeschichte
Im Jahr 1880 entdeckte Antonio José Nunes da Gloria, Pfarrer in Mexilhoeira Grande, der nach Estacio da Veiga auch Maler und Bildhauer war, das erste Grabmonument, bei dem es sich um ein Megalithgrab im engeren Sinne handelte. Er zeichnete davon einen ziemlich genauen Plan und interessierte dadurch den portugiesischen Archäologen Sebastião Philippes Martins Estacio da Veiga für den Fundort, der die Monumente 2 bis 7 untersuchte und sie einschließlich des von Nunes da Gloria aufgenommenen Grabes veröffentlichte. Im Jahr 1903 entdeckte Joaquim Pereira Jardim aus Figueira da Foz ein weiteres Monument, etwa 300 m westlich von den bisher bekannten Gräbern und wenig später in der Nähe von Monument 7 ein zweites. Diese beiden von ihm für die Archäologische Gesellschaft von Figueira (Sociedade Archeologica da Figueira) ausgegrabenen Monumente 8 und 9 wurden ein Jahr später von seinem Freund António dos Santos Rocha, einem Arzt und Archäologen, ebenfalls aus Figueira da Foz, veröffentlicht. Weitere drei Gräber, die von J. Pereira Jardim ausgegraben worden sind, bilden eine weitere Nekropole in der Nähe von Monte Velho. Im Jahr 1930 haben Georg und Vera Leisner die Nekropole besucht und sie vor allem aufgrund der alten Publikationen in ihr Megalithgräber-Corpus aufgenommen. Drei Jahre später wurde von José Formosinho ein Projekt zur Konservierung der Nekropole von Alcalar begonnen. Dabei entdeckte er drei weitere Gräber bei Alcalar, denen er – vermutlich in Unkenntnis der Untersuchungen von J. Pereira Jardim, die Nummern 8 bis 10 zuteilte, die aber heute unter den Nummern 11 bis 13 geführt werden. Außerdem soll er, wie man einer weiteren Publikation entnehmen kann, zwei weitere Grabhügel entdeckt haben. Georg und Vera Leisner haben schließlich das gesamte bis dato bekannte Fundmaterial aus den Museen von Lissabon, Figueira da Foz und Lagos in ihrem Megalithgräber-Corpus veröffentlicht. Erst 1975 und 1982 wurden von staatlicher Seite zwei Parzellen, wo sich die Monumente 7 und 1 bis 4 befinden, erworben und eingezäunt.
Im Jahr 1975 entdeckten dann, unabhängig voneinander, die beiden Archäologenpaare José Arnaud und Teresa Gamito sowie Carlos Tavares da Silva und Joaquina Soares, die große Höhensiedlung, zu der wahrscheinlich die Nekropole der Monumente 1 bis 15 (vielleicht mit Ausnahme von 12 und 13?)  gehörte. J. Arnaud und T. Gamito führten 1979 eine erste kleinere Grabungskampagne auf diesem Siedlungsplatz durch, die aber leider keine Fortsetzung fand. Erst 1982 begann ein neues, groß angelegtes Projekt der portugiesischen Denkmalbehörde (damals IPPC), das zunächst unter Leitung von Rui Parreira stand, und später von ihm gemeinsam mit Elena Morán weitergeführt wurde. Dieses Projekt hatte zunächst die Musealisierung des Monumentes 7 als Ziel, das heute, in restauriertem Zustand, einem allgemeinen Publikum zugänglich ist. Später wurde das Projekt auf die Erforschung des gesamten, von der kupferzeitlichen Höhensiedlung von Alcalar dominierten Territoriums ausgedehnt. In einem modern gestalteten Museumsraum vor Ort (Centro de Acolhimento e Interpretação dos Monumentos Megálitos de Alcalar) kann man sich heute genauer über die kupferzeitliche Nekropole von Alcalar informieren.

## Die kupferzeitliche Siedlung von Alcalar
Die zugehörige Siedlung aus der iberischen Kupferzeit wurde erst in den 1970er Jahren auf dem nahen Hochplateau lokalisiert, während das Gräberfeld der Wissenschaft seit 1880 bekannt ist, aber zuvor bereits beraubt wurde. In der Nähe liegen weitere Anlagen – so erhöht sich die Gesamtzahl im näheren Umfeld auf 29 Anlagen.

## Die Nekropole von Alcalar
Die beiden ältesten Anlagen sind das etwas entfernte Felskuppelgrab von Monte Canelas und Alcalar I.

### Alcalar, Monument 1
Das Monument 1 ist ein Ganggrab mit polygonaler Kammer. Kammer und Gang messen zusammen 8,5 m. Es liegt in einem Hügel von 36 m Durchmesser. Die Kammer wird aus acht im Kreis gesetzten, leicht nach innen geneigten, Sandsteinplatten gebildet. Der Durchmesser des Kammerrundes beträgt 2,6 m × 2,7 m. Die leicht einwärts geneigten Wandsteine sind etwa 0,4 m dick und 2,4 m hoch, bei einer Breite von ungefähr 1,6 m. In der Kammer wurde in der Nähe der linken Wand ein runder etwa 55 cm hoher Kalksteinzylinder gefunden, der zusammen mit einer länglichen Schieferplatte mit gerundeten Enden (Länge: 1,7 m, Breite: 0,4 m), die schräg in der Kammermitte lag, von Estacio da Veiga als altarähnlicher Tisch gedeutet wurde. Die Abdeckung der Kammer fehlt, bestand aber vermutlich aus einer großen Platte.
Monte Canelas 700 m nördlich von Alcalar ist erst in den 1990er Jahren bei Baggerarbeiten entdeckt worden und war unberaubt. Es besteht aus einer Doppelkammer (die eine eher rechteckig, die andere eher rund) mit Verbindungsgang. Hier fanden sich, unterschiedlich konzentriert, die Überreste von mehr als 140 Personen, deren wissenschaftliche Auswertung bisher aber nur portugiesisch/spanisch publiziert wurde.
Ab 1988 wurden in dem besterhaltenen Kuppelgrab der Nekropole, Alcalar – Monument 7, neue Grabungen und die inzwischen abgeschlossene Restaurierung durchgeführt. In einer zuvor in den Felsgrund gearbeiteten muldenförmigen Eintiefung wurde die Anlage errichtet. Sie hat einen etwa 9 m langen Gang, der in einer runden Kammer von drei Meter Durchmesser mit drei relativ großen Seitennischen mündet. Das Ganze war überkuppelt und von einem zweistufigen Cairn aus Schiefer und Kalksandstein überdeckt. Der untere Bereich war außen regelrecht gemauert, um Formstabilität zu erhalten. Bei der Kuppel handelt es sich um eine sogenannte „falsche Kuppel“, die aus einem Kraggewölbe aus Schieferplatten in Lehmverband besteht. Sie setzt auf einem natürlichen Felssockel auf.  In der nördlichen Seitenkammer lag (ähnlich wie in Newgrange und bei einigen andalusischen Anlagen) ein großer Steinblock, der vielleicht Altarfunktion hatte.
Die übrigen Anlagen sehen ähnlich aus, waren aber weitaus stärker zerstört. Alle Kammern waren erkennbar rund – manche hatten eine Seitennische.